# Ingrid Ehrenborg
Ingrid Ehrenborg, född 14 december 1866 i Göteborg, död 1949 i Stockholm, var en svensk konstnär.
Hon var dotter till grosshandlaren Albert Martin Lamm och Hilda Heyman samt från 1890 gift med löjtnanten August Torsten Sigurd Ehrenborg (1855-1918).
Ehrenborg studerade konst i Paris under 1890-talets slut. Hon medverkade i utställningar med Föreningen Svenska Konstnärinnor och i en rad samlingsutställningar. Hennes konst består av interiörer, figursaker samt åtskilliga porträtt.